# KonLive Distribution
KonLive Distribution è una etichetta discografica statunitense, parte del gruppo Interscope-Geffen-A&M, fondata da Akon nel 2006.

## Discografia
- 2007 - Brick & Lace, Love Is Wicked
- 2008 - Kardinal Offishall, Not 4 Sale
- 2008 - Colby O'Donis, Colby O
- 2008 - Lady Gaga, The Fame
- 2009 - Lady Gaga, The Fame Monster
- 2011 - Natalia Kills, Perfectionist
- 2011 - Lady Gaga, Born This Way
- 2012 - Jeffree Star, Mr. Diva - EP